# Jan Peter Bechtluft
Jan Peter Bechtluft (* 3. April 1971 in Georgsmarienhütte) ist ein deutscher Kommunalpolitiker der CDU. Von 2006 bis 2021 war er Bürgermeister der Stadt Papenburg im Landkreis Emsland.

## Leben
Jan Peter Bechtluft ist der Sohn des Hörfunkmoderators und Autors Horst Heinrich Bechtluft. Er wurde in der Stadt Georgsmarienhütte im Landkreis Osnabrück geboren und wuchs in Twist (Emsland) auf. Dort besuchte er die Grundschule und legte 1990 am Gymnasium Marianum in Meppen das Abitur ab. Anschließend nahm er ein Jurastudium an den Universitäten Osnabrück und im niederländischen Leiden, mit Schwerpunkt auf Verwaltungs-, Arbeits- und Europarecht, auf. Nachdem er 1996 das Erste Juristische Staatsexamen abgelegt hatte, leistete er seinen Zivildienst im Altenheim Haus Ledenhof in Osnabrück und legte 1999, nach dem Referendariat am Oberlandesgericht Oldenburg, auch das Zweite Juristische Staatsexamen ab. Nach dem Abschluss erhielt er einen Lehrauftrag an der Fachhochschule Osnabrück im Fachbereich Verwaltungsmanagement.
2001 trat er das Amt des Justiziars und Fachbereichsleiters für Umwelt, Recht und Ordnung bei der Stadt Papenburg an. Seit einem berufsbegleitenden Weiterbildungsstudium für Verwaltungsmanagement an der Fachhochschule Osnabrück ist er seit 2006 Diplom-Kaufmann (FH). Bechtluft ist seit 1996 mit einer Grundschullehrerin verheiratet. Gemeinsam sind sie Eltern von drei Söhnen. Seit 2002 ist er Lektor der Kirchengemeinde St. Antonius in Papenburg. In seiner Freizeit geht er joggen und besucht gerne Rockkonzerte.

## Politische Laufbahn
2006 kandidierte Bechtluft für das Amt des Bürgermeisters der Stadt Papenburg. Als damals parteiloser Kandidat wurde er von der CDU unterstützt. Bereits nach dem ersten Wahlgang wurde in das Amt des Bürgermeisters gewählt. Seine erste Amtszeit begann am 1. September 2006. Sein Wiedereintritt in die CDU, ein Jahr nach Amtsantritt, brachte ihm Kritik ein. Nach der ersten Amtszeit stellte er sich 2014 zur Wiederwahl. Darin trat er gegen die Kandidaten von SPD und Bündnis 90/Die Grünen, Jürgen Broer bzw. Nikolaus Schütte, an. Auch diese Wahl gewann er mit 54,37 % der Wählerstimmen im ersten Wahlgang. Im November 2019 wurde bekannt, dass er nicht für eine dritte Amtszeit kandidieren wird. Am 1. November 2021 ist er aus dem Amt geschieden.